# Зеда-Мазандара
Зеда-Мазандара (груз. ზედა მაზანდარა) — село в Грузии, на территории Цаленджихского муниципалитета края (мхаре) Самегрело-Верхняя Сванетия.

## География
Село находится в северо-западной части Грузии, к западу от реки Чанисцкали, на расстоянии приблизительно 1 километра (по прямой) к западо-северо-западу от города Цаленджиха, административного центра муниципалитета. Абсолютная высота — 216 метров над уровнем моря.

## Население
По результатам официальной переписи населения 2014 года, в Зеда-Мазандаре проживало 492 человека (240 мужчин и 252 женщины). В национальной структуре населения грузины составляли 100 %.